# Peshkopi
Peshkopi este un oraș din Albania.